# Marianne (1929)
Marianne is een Amerikaanse dramafilm uit 1929 onder regie van Robert Z. Leonard.

## Verhaal
Tijdens de Eerste Wereldoorlog wordt het Franse meisje Marianne verliefd op de Amerikaanse soldaat Stagg. Ze is echter uitgehuwelijkt aan een Franse soldaat. Wanneer hij blind terugkomt van de oorlog, ontdekt ze pas dat ze echt verliefd is op de Amerikaan.

## Rolverdeling
| Acteur         | Personage       |
| -------------- | --------------- |
| Marion Davies  | Marianne        |
| George Baxter  | André           |
| Lawrence Gray  | Stagg           |
| Cliff Edwards  | Soapy           |
| Benny Rubin    | Sam             |
| Scott Kolk     | Luitenant Frane |
| Robert Edeson  | Generaal        |
| Emile Chautard | Pastoor Joseph  |